# 大佛次郎
大佛次郎（1897年10月9日—1973年4月30日）是一位日本小说家。

## 生平
原名野尻清彦，1897年出生于横滨市。1921年于东京帝国大学政治系毕业后任教国语和历史。翌年在外务省条约局供职。曾翻译罗曼·罗兰的作品。1924年发表短篇小说《隼之源次》。成名作《鞍马天狗》（1924）发表后专事创作。早期作品多以历史为题材，富于传奇色彩。1958年后曾去欧洲、美国、印度等地旅行。

## 荣誉
1960年被选为日本藝術院会员，1964年获政府颁发的文化勋章。

## 作品一覽
- 《鞍馬天狗》（1924）
- 《晴天阴天》（1927）
- 《赤穗浪士（日语：赤穂浪士 (小説)）》（1929）
- 《由比正雪》（1930）
- 《雾笛》（1933）
- 《乞食大将》（1945）
- 《幻灯》（1947）
- 《归乡》（1949）描写一亡命军人战后归国复去国外，批判日本社会的混乱状态。
- 《宗方姐妹》（1950）
- 剧本《杨贵妃》（1951）
- 《江户的晚霞》（1953）
- 《幽灵船》（1956）
- 《大佛炎上》（1960）
- 《巴黎燃烧》（1964）等。

## 關連項目
- 大佛次郎奖
- 文明開化

## 外部連結
- 橫濱市藝術文化振興財團：大佛次郎記念館 概要
- 大佛次郎研究會